# Cobalt (Ontario)
Cobalt – miejscowość (ang. town) w Kanadzie, w prowincji Ontario, w dystrykcie Timiskaming, nad jeziorem Timiskaming, w regionie rolniczym Clay Belt; centrum usługowe okręgu górniczego (kobalt, srebro); wielkie zakłady wzbogacania rud i wytopu metali.
Powierzchnia miasta Cobalt wynosi 2,11 km². Według danych spisu powszechnego z roku 2011 Cobalt liczy 1133 mieszkańców (536,97 os./km²).